# Parlament von Grenada
Das Parlament von Grenada (Parliament of Grenada) ist ein Zweikammersystem, welches sich aus dem Monarchen (Charles III., beziehungsweise seiner Stellvertreterin, der Generalgouverneurin Dame Cécile La Grenade) und den beiden Kammern, Senat und House of Representatives, zusammensetzt.

## Struktur
Das Parlament besteht aus dem König, vertreten durch den Governor General, dem Senat und dem House of Representatives. Die Gouverneurin beruft das Parlament ein, bringt die Sitzungen zu Ende durch Vertagung (prorogation) und stimmt formell jedem Gesetz zu, bevor es Gültigkeit erlangt. In der Praxis führt sie all diese Handlungen auf Rat des Premierministers und des Kabinetts aus.
Die Einführung von Gesetzen (passage of legislation) erfolgt unter Mitwirkung aller drei Organe des Parlaments. Ein Gesetz muss von beiden Häusern abgestimmt werden und den Royal Assent (Königliche Zustimmung) erhalten, bevor es zu einem Act of Parliament wird. Die Kompetenzen von Senat und House of Representatives sind nach der Verfassung gleich, mit Ausnahme der Finanzgesetzgebung, die nicht vom Senat verabschiedet werden muss.
Alle Senatoren werden vom Governor General auf Vorschlag des Premierministers und des Leader of the Opposition ernannt.
Das House of Representatives wird direkt vom Volk gewählt und auch wenn traditionell der Senat das Oberhaus ist, und das House of Representatives das Unterhaus, so spielt doch das House of Representatives die wichtigere Rolle im parlamentarischen System.
Das Parlament von Grenada wurde 1974 eingerichtet, als Grenada unabhängig wurde.

## Senat
Der Senat hat 13 ernannte Mitglieder. Sieben werden auf Vorschlag des Premierministers ernannt, drei auf Vorschlag des Leader of the Opposition und drei auf Vorschlag des Premierministers, nachdem „er die Organisationen oder Interessengruppen konsultiert hat, von denen er meint, die Senatoren sollten als deren Repräsentanten ausgewählt werden.“ Da der National Democratic Congress keine Sitze im House of Representatives hat, ist er nur im Senat vertreten.

### Funktionen
Der Senat hat die fünf Haupt-Funktionen:
- die Zweitmeinung zu Gesetzen und Initiativen des Repräsentantenhauses zu bilden (to act as a house of review)
- verfahrensgemäße Abwägung aller Gesetze zu garantieren (to ensure proper consideration of all legislation)
- angemessene Genauigkeit in allen finanziellen Maßnahmen zu gewährleisten (to provide adequate scrutiny of financial measures)
- Gesetzgebung außer Finanzgesetzen einzubringen, wie es der Senat für angemessen hält (to initiate non-financial legislation as the Senate sees fit: the Senate’s capacity to initiate proposed legislation effectively means that Parliament is not confined in its opportunities for considering public issues in a legislative context to those matters covered by bills brought forward by the executive)
- die Anwendung von Gesetzen zu überprüfen und sich informiert zu halten und auf der Verantwortlichkeit der Regierung für die Anwendung von Gesetzen zu bestehen (to probe and check the administration of laws and to keep itself informed, and to insist on ministerial accountability for the administration of the Government)
- die Regierung zu kontrollieren und eine angemessene Debatte über die Politik und die Programme der Regierung zu führen. Im Senat kann die Regierung auf ihre Führung hin befragt werden. (to provide effective scrutiny of Government and enable adequate expression of debate about policy and government programs. As a parliamentary forum, the Senate is one place where a Government can be, of right, questioned and obliged to answer.)

Alle Gesetze müssen vom Senat verabschiedet werden, bevor sie ratifiziert werden. Der Senat hat das Recht jedes Gesetz zurückzuweisen, solange, bis das Gesetz angemessene Formulierungen hat. Der Senat kann ebenfalls ein Gesetz ergänzen, jedoch kein Gesetz verändern, welches Steuerrecht oder Staatsausgaben betrifft.

### Präsidenten
| Name                         | Amtsantritt       | Ende der Amtszeit | Anmerkungen   |
| ---------------------------- | ----------------- | ----------------- | ------------- |
| John Watts                   | 1966              | 1967              | [ 3 ]         |
| Thomas Joseph Gibbs          | 1967              | 1968              | [ 4 ] [ 5 ]   |
| Greaves Beresford James, OBE | 1968              | 1979              | [ 6 ]         |
| In abeyance (unbesetzt)      | 1979              | 1984              | [ 7 ]         |
| Lawrence Albert Joseph       | 1984              | 1988              | [ 8 ]         |
| John Watts, KCMG, CBE        | 1988              | 1990              | [ 9 ]         |
| Margaret Neckles             | 1990              | 1995              | [ 10 ]        |
| John Watts, KCMG, CBE        | 1995              | 2004              | [ 9 ]         |
| Leslie-Ann Seon              | 9. Januar 2004    | 27. Februar 2006  | [ 10 ]        |
| Kenny Lalsingh               | 3. März 2006      | 3. Juni 2008      |               |
| Joan Purcell                 | 20. August 2008   | 9. Januar 2013    | [ 10 ]        |
| Lawrence Albert Joseph       | 27. März 2013     | 24. Dezember 2014 |               |
| Chester Humphrey             | 24. Dezember 2014 |                   | [ 11 ] [ 12 ] |

## Governor-General
Der Governor General (Generalgouverneurin) personifiziert den Staat. Laut Gesetz ist sie das Head of the Executive (Führerin der Exekutive) und integraler Bestandteil der Gesetzgebung. In der Praxis, übt sie ihre Befugnisse auf Vorschlag/Anweisung des Premierministers und des Kabinetts aus.

## House of Representatives
Das House of Representatives hat 16 Mitglieder: 15 werden auf fünf Jahre in einer single-seat Constituency gewählt, und ein Speaker wird ernannt. Die Wahlen erfolgen nach dem first-past-the-post-System. Die New National Party hält derzeit alle Sitze im House of Representatives.
Das House of Representatives ist das Zentrum der parlamentarischen Aktivität und der öffentlichen Aufmerksamkeit.
Jedes Mitglied des Repräsentantenhauses kann ein Gesetz einbringen, außer Gesetzen zu Staatsausgaben oder zur Besteuerung. Dieses Recht ist der Regierung vorbehalten. Da die meisten Gesetze mit finanzielle und steuerliche Implikationen haben, ist das Parlament jedoch fast immer mit Gesetzen der Regierung beschäftigt.
Laut Gesetz muss alle fünf Jahre eine allgemeine Wahl abgehalten werden. Das Parlament kann jedoch auch vor der vorgeschriebenen Zeit aufgelöst werden und Neuwahlen angesetzt werden. Die Befugnis, das Parlament aufzulösen liegt als royal prerogative beim Governor General, der dies gewöhnlich auf Vorschlag/Anweisung des Premierministers ausführt.
Das House of Representatives wurde nach dem Vorbild des britischen geschaffen und bis heute werden die Gepflogenheiten des British House of Commons angewendet.